# Podorungia lantzei
Podorungia lantzei är en akantusväxtart som beskrevs av Henri Ernest Baillon. Podorungia lantzei ingår i släktet Podorungia och familjen akantusväxter. Inga underarter finns listade i Catalogue of Life.